# Lamborghini Terzo Millennio concept
La Terzo Millennio (troisième millénaire) est un concept car à propulsion électrique du constructeur italien Lamborghini, développé en association avec l'université américaine du Massachusetts Institute of Technology (MIT).

## Présentation
La Lamborghini Terzo Millennio est dévoilée à Cambridge, aux États-Unis le 6 novembre 2017. Elle a pour but de rechercher des solutions techniques pour que les futures Lamborghini soient plus respectueuses de l'environnement. Selon Mitja Borkert, le chef du design du Centro Stile Lamborghini, le concept car est « très, très visionnaire » et représente « une vision de la future voiture de sport Lamborghini dans une, deux ou trois générations »[réf. nécessaire].
Lamborghini s'est associée à deux laboratoires du MIT, le laboratoire de recherche Dinca et le groupe de mécanosynthèse du département de génie mécanique (Mechanosynthesis Group), pour collaborer sur cinq axes de recherche qui sont :
- le stockage de l’énergie
- les systèmes de propulsion
- l’innovation des matériaux
- un design visionnaire
- l’émotion

La Terzo Millennio est exposée lors de la 33e édition du Festival Automobile International aux Invalides à Paris, du 31 janvier au 4 février 2018.

## Caractéristiques techniques
Le concept car est équipé de quatre moteurs électriques. Chaque moteur est placé dans une roue, alimenté par des super-condensateurs installés sur les panneaux de carrosserie, dans des micro-tubes. Ceux-ci permettent à la Lamborghini Terzo Millennio de se passer de batterie pour le stockage d'énergie. La carrosserie de la Terzo Millennio est en fibre de carbone qui, selon Lamborghini, permettrait de stocker de l’énergie électrique, mais aurait aussi la faculté de se régénérer partiellement en cas de choc grâce aux nano-charges électriques contenu dans le fluides des micro-tubes.